# Senegalia galpinii
Espèce
Synonymes
- Acacia galpinii Burtt Davy[2]

Senegalia galpinii est une espèce de plantes à fleurs de la famille des Fabacées. C'est un arbre originaire du sud de l'Afrique.

## Description
Senegalia galpinii est un arbre à feuilles caduques, qui tombent durant l'hiver de l'hémisphère Sud, d'avril à juin. De croissance assez rapide, cette espèce peut former un arbre atteignant 25 à 30 m de hauteur. Une étude menée au Zimbabwe a montré que la hauteur moyenne d'individus de trois ans était de 3 m, pour un diamètre de 10 cm, et de 5 m après 9 ans, pour un diamètre de 16 cm. Les rameaux portent des aiguillons disposés par paires, crochus, noirâtres, mesurant jusqu'à 1 cm de longueur.
Les feuilles sont alternes, composées bipennées. Elles sont découpées en 6 à 14 paires de folioles, elles-mêmes découpées en 13 à 35 paires de foliolules en général (valeurs extrêmes : 8 à 45 paires). Les foliolules mesurent de 2 à 15 × 0,5 à 4 cm, leur base est oblique et elles portent souvent quelques poils en bordure du limbe, autrement glabre. Les feuilles sont portées par un pétiole d’environ 3 cm de longueur, portant une petite glande dans sa moitié distale.
Vers septembre-octobre, des fleurs de couleur crème à jaune léger apparaissent. L'inflorescence est un épi de 4 à 11 cm de longueur qui apparaît, parfois en fascicules, sur de courts rameaux généralement dépourvus de feuilles. Chaque fleur, petite et parfumée, possède 5 sépales et 5 pétales courts 2 mm ou moins) de couleur rouge à pourpre. Les étamines, nombreuses, et le pistil, mesurent 5 mm de longueur. Les fruits obtenus sont des gousses brun-rougeâtre à brun-violacé qui se développent de février à mars. Elles mesurent de 11 à 28 cm de longueur pour 2,5 à 3,5 cm de largeur et contiennent jusqu'à 12 graines. Les graines sont ovoïdes, aplaties, et mesurent 12 à 15 mm × 10 à 12 mm.
L'Acacia galpinii peut facilement être confondu avec Acacia polyacantha, espèce très ressemblante. La seule véritable différence entre ces deux espèces se situe au niveau du pétiole des feuilles : chez Acacia galpinii, la glande présente est de petite taille, chez Acacia polyacantha elle est plus grande.

## Répartition et habitat
Cette espèce pousse dans les savanes et velds, ouverts ou boisés, souvent à proximité d'un cours d’eau.
Elle est native du sud de l'Afrique et pousse en Tanzanie, au Mozambique, en Zambie, au Zimbabwe, au Malawi, au Botswana et en Afrique du Sud.

## Rôle écologique
Les fleurs, mellifères, sont visitées par plusieurs genres d’hyménoptères, dont les abeilles. Les gousses sont consommées par des animaux herbivores, de même que le feuillage, brouté notamment par les éléphants, les girafes et les koudous (Tragelaphus imberbis et Tragelaphus strepsiceros). Il offre aussi un ombrage appréciable dans les régions où il pousse, ainsi qu'un abri pour les oiseaux nicheurs.

## Taxonomie et appellations
Le mot "acacia" dérive du grec ancien "akis", la pointe, une allusion à la présence très fréquente d'épines chez les espèces de ce genre, notamment chez les espèces africaines. Le nom d’espèce galpinii est un hommage à Ernest Galpin, collectionneur de spécimens botaniques.

## Utilisations
Le bois est localement utilisé à de multiples usages : menuiserie, clôtures, traverses de chemin de fer, étais de mine, charronnerie, parqueterie, construction navale, fabrication d’outils, etc. Le bois d’aubier est de couleur crème ; il est sensible aux attaques d’insectes xylophages tels que ceux du genre Lyctus ainsi qu'à certains champignons provoquant le pourrissement du bois. Le duramen est sombre (brun-rouge à brun foncé). Son grain est assez grossier et sa densité de 800 kg/m3. Il est dur et difficile à scier, mais assez résistant à la pourriture, et il se travaille bien si les outils utilisés sont affûtés.
Cet arbre est parfois planté à des fins ornementales ou comme arbre d’alignement, le long des routes,.